# When the Light Breaks
Pour plus de détails, voir Fiche technique et Distribution.
When the Light Breaks (Ljósbrot) est un film dramatique islandais réalisé par Rúnar Rúnarsson et sorti en 2024. Il a notamment fait l'ouverture de la sélection Un certain regard au Festival de Cannes 2024,.

## Synopsis
Le jour se lève sur une longue journée d’été en Islande. Una, une jeune étudiante en art, doit faire face à la mort soudaine de Diddi, avec qui elle menait une liaison cachée, et au retour de Klara, la compagne officielle de Diddi.

## Fiche technique
Sauf indication contraire, les informations mentionnées dans cette section peuvent être confirmées par les bases de données cinématographiques IMDb et Allociné,  présentes dans la section « Liens externes ».
- Titre français : When the Light Breaks
- Titre original : Ljósbrot
- Réalisation : Rúnar Rúnarsson
- Scénario : Rúnar Rúnarsson
- Musique : Jóhann Jóhannsson
- Décors : Hulda Helgadóttir
- Costumes : Helga Rós. V. Hannam
- Photographie : Sophia Olsson
- Son : Pétur Einarsson, Ranko Paukovic, Ivan Zelic, Björn Viktorsson
- Montage : Andri Steinn Guðjónsson
- Production : Heather Millard, Rúnar Rúnarsson
- Société de distribution : Jour2fête (France)
- Pays de production : Islande
- Langue originale : Islandais
- Format : couleur — 2,39:1 — son 5.1
- Genre : drame
- Durée : 103 minutes
- Dates de sortie :
  - France : 15 mai 2024 (Festival de Cannes) ; 19 février 2025 (sortie nationale)

## Distribution
- Elín Hall : Una
- Mikael Kaaber : Gunni
- Katla Njálsdóttir : Klara
- Ágúst Wigum : Bassi
- Gunnar Hrafn Kristjánsson : Siggi
- Baldur Einarsson : Diddi

## Distinctions

### Sélection
- Festival de Cannes 2024 : en compétition dans la section Un certain regard — film d'ouverture.